# デロリアン (タイムマシン)
デロリアン (DeLorean) は、映画『バック・トゥ・ザ・フューチャー』シリーズに登場する自動車型タイムマシンの通称である。

## 概要
エメット・ブラウン博士（演：クリストファー・ロイド、以下ドク）が、自らの愛車であるデロリアンを改造して製作したタイムマシンである。ドクによれば、デロリアンが改造のベースに選ばれたのは「ステンレスボディがタイムマシンにとって好都合」かつ「見た目のかっこ良さ」が理由だという。
デロリアンは1985年10月26日に最初のタイムトラベルに成功し、1985年10月27日に最後のタイムトラベルを終えた後、貨物列車と衝突し大破した。したがってスタート時点の時間軸から見れば、完成から2日ほどしか存在しなかったことになる。一方、デロリアンから見た時間軸では、70年以上存在していたことになる（1885年から1955年まで廃坑に隠されていた期間が大半を占める）。
また、1955年11月12日には、デロリアンは最大4台存在していたことになる。1台目はマーティと1955年のドクが落雷を利用して1985年に帰還させようとしているデロリアン、2台目は2015年の老ビフが若き自分にスポーツ年鑑を渡す際に使用したデロリアン、3台目は年鑑を取り戻すためにマーティとドクが使用したデロリアン、4台目は1885年から廃坑に隠され続けていたデロリアンである。
デロリアンが時速88マイル（約141 km/h）の速度で走行または飛行しているとき、次元転移装置へ1.21ジゴワットの電流を流すことにより、タイムサーキットに設定された日付と時刻へタイムトラベルを行う。タイムトラベル後に出現する場所は、時空を移動して消えた地点と同じであるため、過去または未来に建造物や道路が存在する場合、それらに衝突するなどのトラブルに見舞われることもある。この特性のため、マーティとドクは三部作のほぼ全てにおいて窮地に陥っている。
時速88マイルまで加速するには長い直線道路が必要となるが、2015年へタイムトラベルした際に現地で普及していた飛行機能を取り付けたことで、空中におけるタイムトラベルが可能となり、この問題は解決する。タイムトラベルの瞬間、デロリアンは閃光を放ち、車体が消えた後、地上または空中に炎のタイヤ跡を残す。タイムトラベル先の時間と空間に再突入する際、車内には多少の衝撃があり、出現の際には3度の閃光とともにソニックブームが発生する。また、絶対零度の異空間を通り抜けるため、車体が極低温の氷に覆われた状態となるが、2015年での改造後には付着量が減少する。
シリーズの脚本を担当したボブ・ゲイルによれば、初期の脚本ではタイムマシンは冷蔵庫を改造したもので、核爆弾を起爆させてその爆発で得られるエネルギーを基にタイムトラベルをするという設定だったという。しかし、いざ撮影段階に入ると予算が大幅に膨らんでいったため、費用のかかるシーンをカットせざるを得ず、核実験場で原爆を爆破する場面が最も予算を必要とすると判断されたためにカットされた。最終的に、タイムマシンは自走できる方がストーリー上勝手が良いことと、当時デロリアン・モーター・カンパニーの社長であったジョン・デロリアンがコカインがらみのスキャンダルによって連日テレビニュースに取り上げられており、それが映画の宣伝に役立つのではないかと考えられた結果、デロリアンが採用された。なお、『インディ・ジョーンズ/クリスタル・スカルの王国』の冒頭でジョーンズが核実験場で冷蔵庫に入るシーンは、このカットされた初期脚本の設定が流用されたものだという。

## 装備

### 次元転移装置

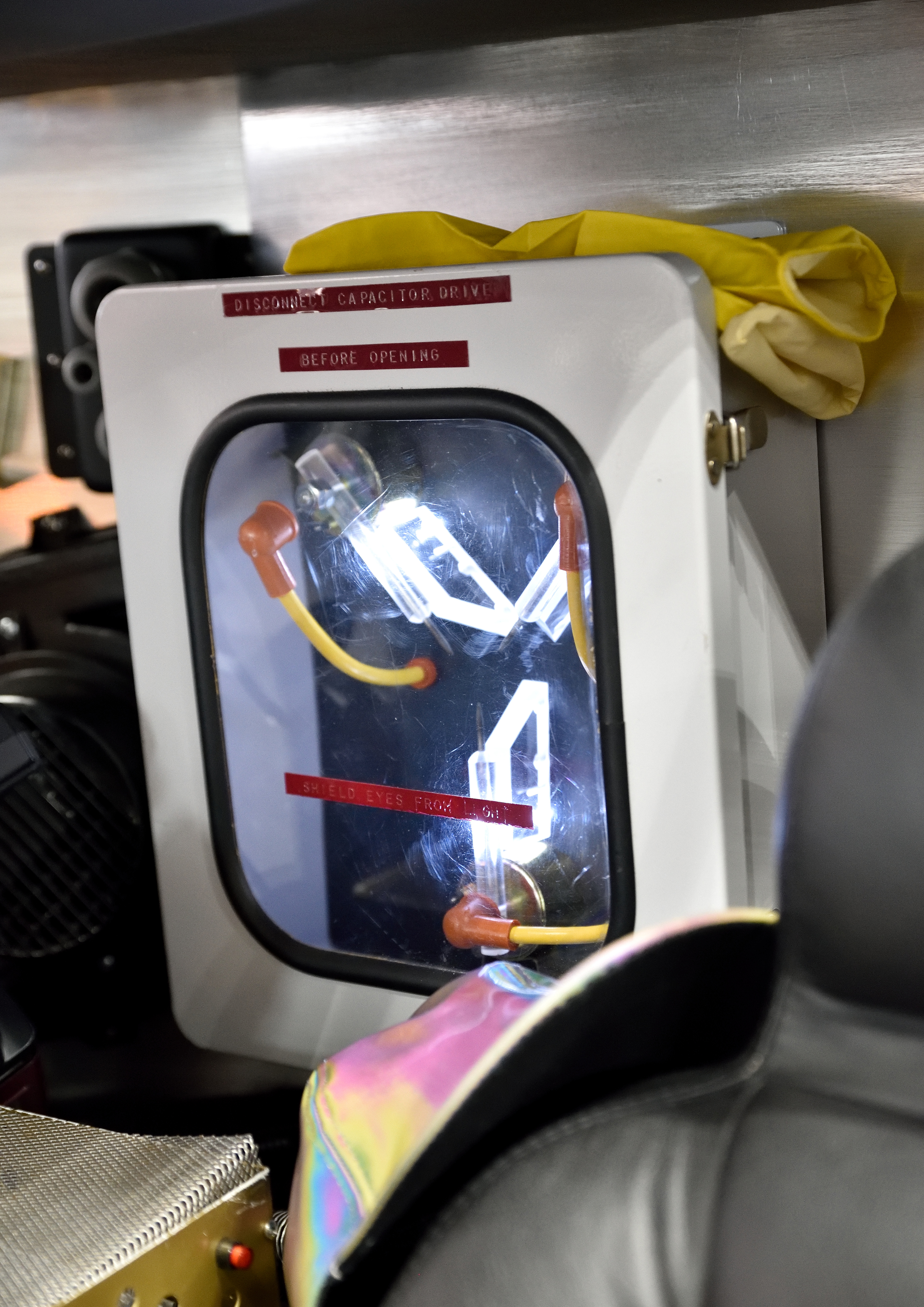
次元転移装置

英語名「フラックス・キャパシター」（Flux Capacitor）。タイムトラベルを実現するための装置である。Y字形に配置された3本の光るチューブが、縦横30 cm程度の配電ボックス内に収められた構造になっており、運転席と助手席のヘッドレストの間に取り付けられている。
次元転移装置を作動させるには、1.21ジゴワットもの膨大な電力を必要とする。デロリアンを加速させて時速88マイルに達すると、発電装置へ電力が供給されて閃光を放ち、装置が作動する。
ドクが1955年11月5日にトイレで転んで頭をぶつけた際に着想を得たもので、直後に1985年からタイムトラベルしてきたマーティと出会うことでその正確性が証明された。しかし、実際に装置を完成させるにはかなりの試行錯誤を必要としたようで、家も財産も注ぎ込んで約30年の歳月を要した。
この装置と後述のタイムサーキットに貼付された表記は、ダイモのようなエンボスラベルによるもの（画像参照）。

### タイムサーキット

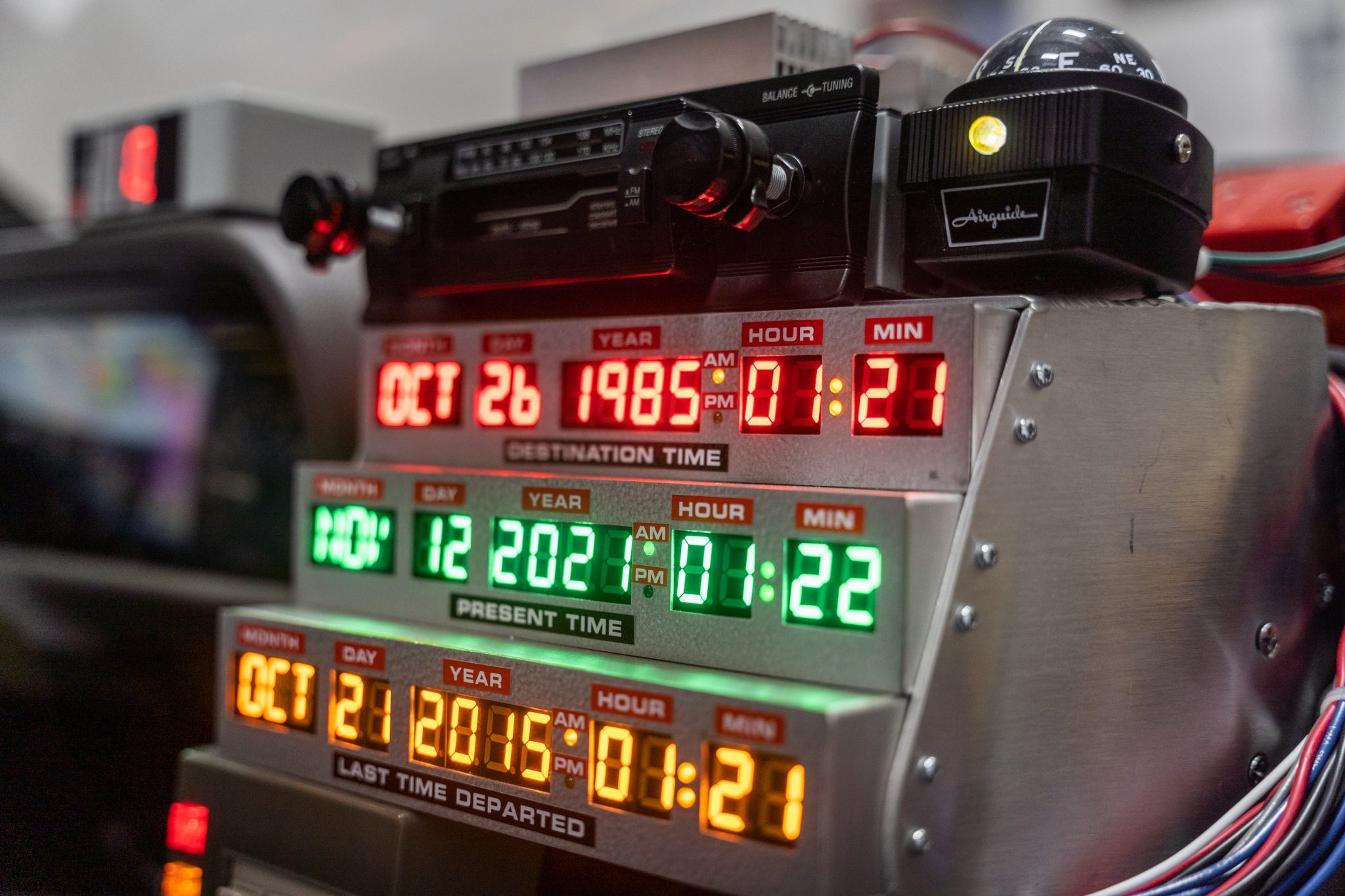
タイムサーキット

時刻表示器（タイム・ディスプレイ）と入力機器（キーパッド）からなる時刻設定用の回路。運転席の右側に設置されたスイッチにより起動する。時刻表示器は3段で構成されており、上から「目的時刻」「現在時刻」「前回の出発時刻」が表示されている。目的時刻に月・日・年・時・分を入力して設定することにより、意図した時刻へのタイムトラベルが可能となる。
日本製のマイクロチップにより回路を制御しているが、PART2終盤の落雷による過負荷のために焼損したため、1955年において代替可能な真空管などを用いた装置に交換された。これに伴い回路が大型化し、一部を車外ボンネットに外付けする形となった。

### 電源供給装置

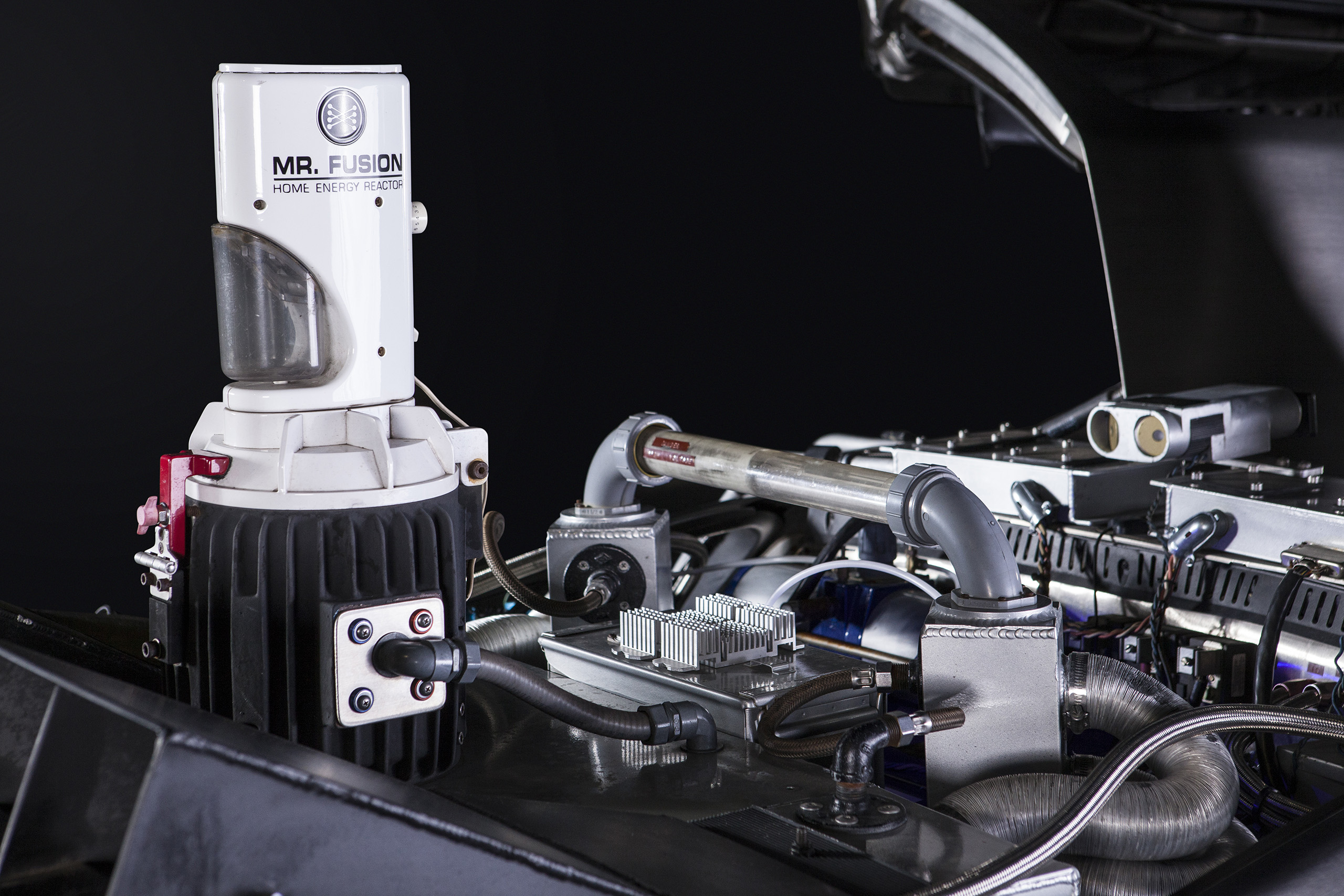
ミスター・フュージョン原子炉のイメージ。

次元転移装置を作動させるために必要な1.21ジゴワットの電力を生み出すための電源供給装置として、以下2つの原子力による発電装置と、雷の電力を利用するための送電装置が使用された。
なお、時速88マイルへ到達するために必要となる走行および飛行の動力は、タイムマシンへの改造前から搭載されているガソリンエンジンを使用するため、特別な燃料は必要としない。
原子炉
プルトニウムを燃料として発電する超小型の原子炉（核分裂炉）。当初のデロリアンに搭載された原子力による発電装置である。プルトニウムの燃料棒を差し込むと核分裂反応を起こし、1.21ジゴワットの電力を発生させる。内部には放射線を遮蔽するための鉛が内張りされている。また、両側に設置された冷却装置となる通気口（ベント）から蒸気の放出を行う。プルトニウムの残量は、助手席前方のグローブボックス内に設置された計器に表示されており、燃料切れになると警告音とともに警告灯が点滅する。1回のタイムトラベルでセットした燃料が全て消費されるため、再度行う場合は補給が必要となる。補給の際には放射線防護服を着用する。
電線とフック
車体後部に、先端にフックの付属する棒状の装置（ポール）を搭載。ヒル・バレー裁判所の時計台に設置された避雷針から、道路を挟む街灯と電柱の間にまで工業用の電線を張り、落雷の瞬間にポールを時速88マイルで接触させ、雷の電力で次元転移装置を作動させる。
1955年においては原子炉の燃料となるプルトニウムが入手困難であり、同等の容量の電力を得ることができないため、代替手段として雷を利用することになった。落雷の日時と場所を正確に予測できる場合にのみ使用可能な装置である。
ミスター・フュージョン
家庭ごみを燃料として発電する超小型の核融合炉。正式名称はミスター・フュージョン・ホーム・エネルギー・リアクター（Mr. Fusion Home Energy Reactor）。2015年においてドクがデロリアンを再改造した際、当初の原子炉である核分裂炉の代わりに搭載した原子力による発電装置である。
これにより、燃料として使用されていたプルトニウムが不要となった。バナナの皮、ビール、アルミ缶などを投入すると、それらを原子レベルにまで分解させ、常温核融合（ニュークリア・コールド・フュージョン）反応を起こし、1.21ジゴワットの電力を発生させる。
製造会社はフュージョン・インダストリーズ社であり、家庭用の発電装置として販売されている。プルトニウムと同様、1回のタイムトラベルで燃料が全て消費されるため、再度行う場合は補給が必要となるが、プルトニウムが不要となった事で補給の際に防護服を着用する必要が無くなり、少量の家庭ごみさえあれば補給できる為、燃料にも困らず作業安全性も格段に向上している。
なお、劇中においてミスター・フュージョンとして使用された小道具は、クラップス社製の電動コーヒーミルを流用して製作されたものである。

### ホバー・コンバージョン
2015年において一般的にサービスが提供されている、既存の旧型車を後付けで飛行（ホバー）させるための改造（コンバージョン）である。飛行のための燃料にはガソリンを使用するようである。
ドクが2015年へタイムトラベルした際、デロリアンを飛行可能にするためにホバー・コンバージョンを行っている。

### ナンバープレート

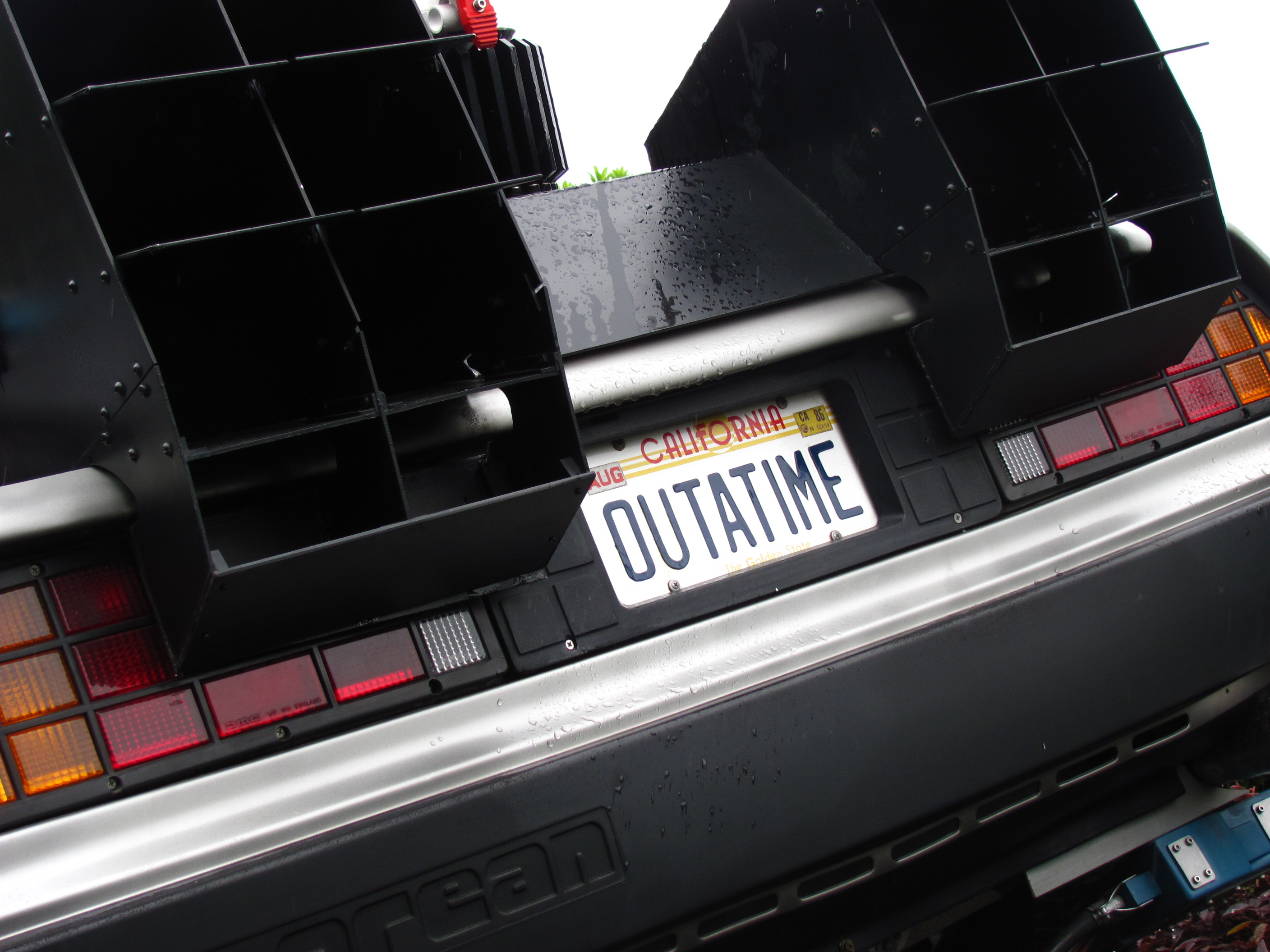
ナンバープレート

デロリアンに取り付けられたナンバープレートはカリフォルニア州のもので、当初は「OUTATIME」となっていたが、ドクが2015年から1985年に帰還した時点でバーコードタイプのものに取り替えられている。

### その他

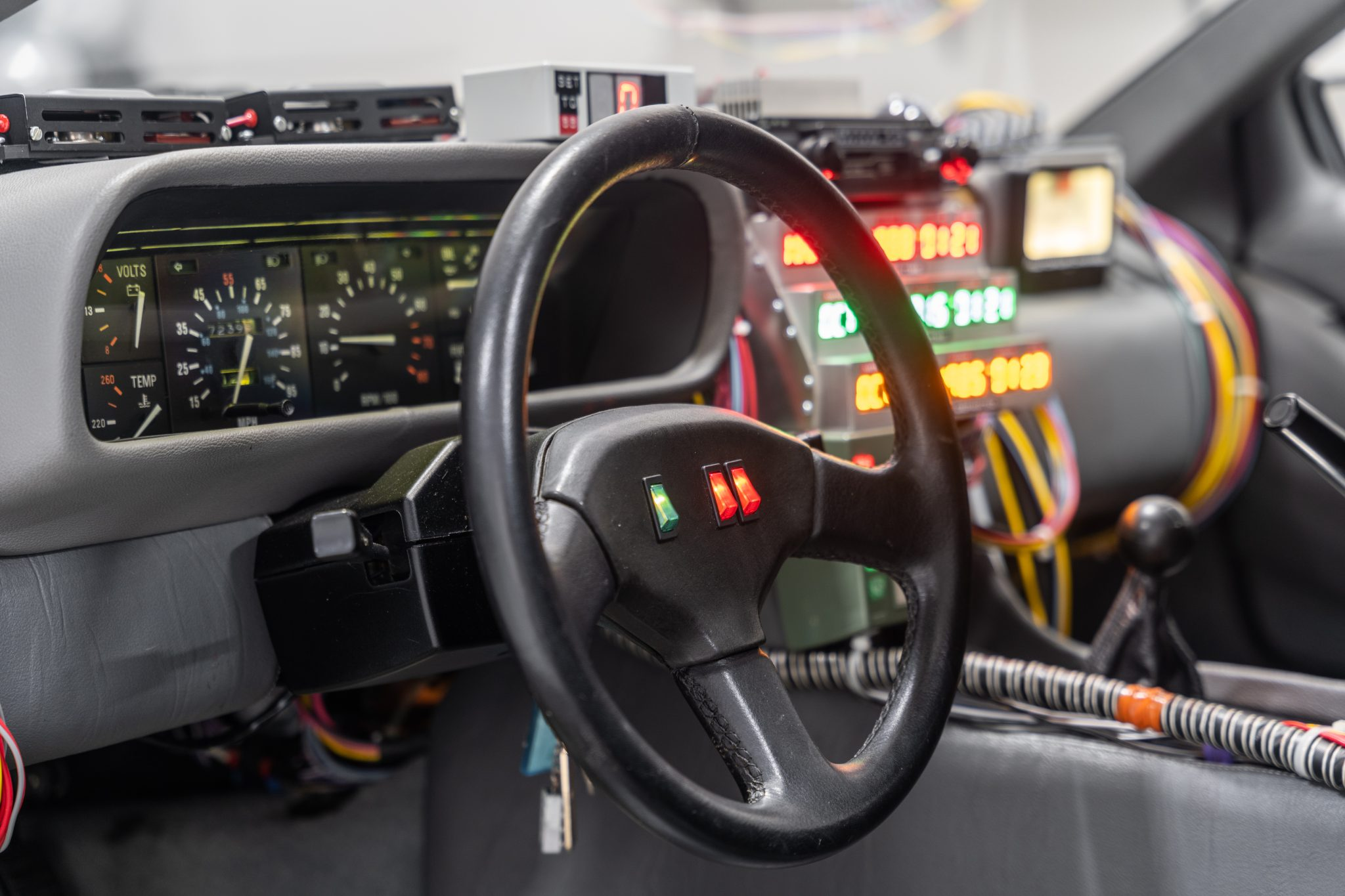
ステアリングホイール周辺
ぼやけて見えるものの、スピードメーターの上限は"95 mph"となっている

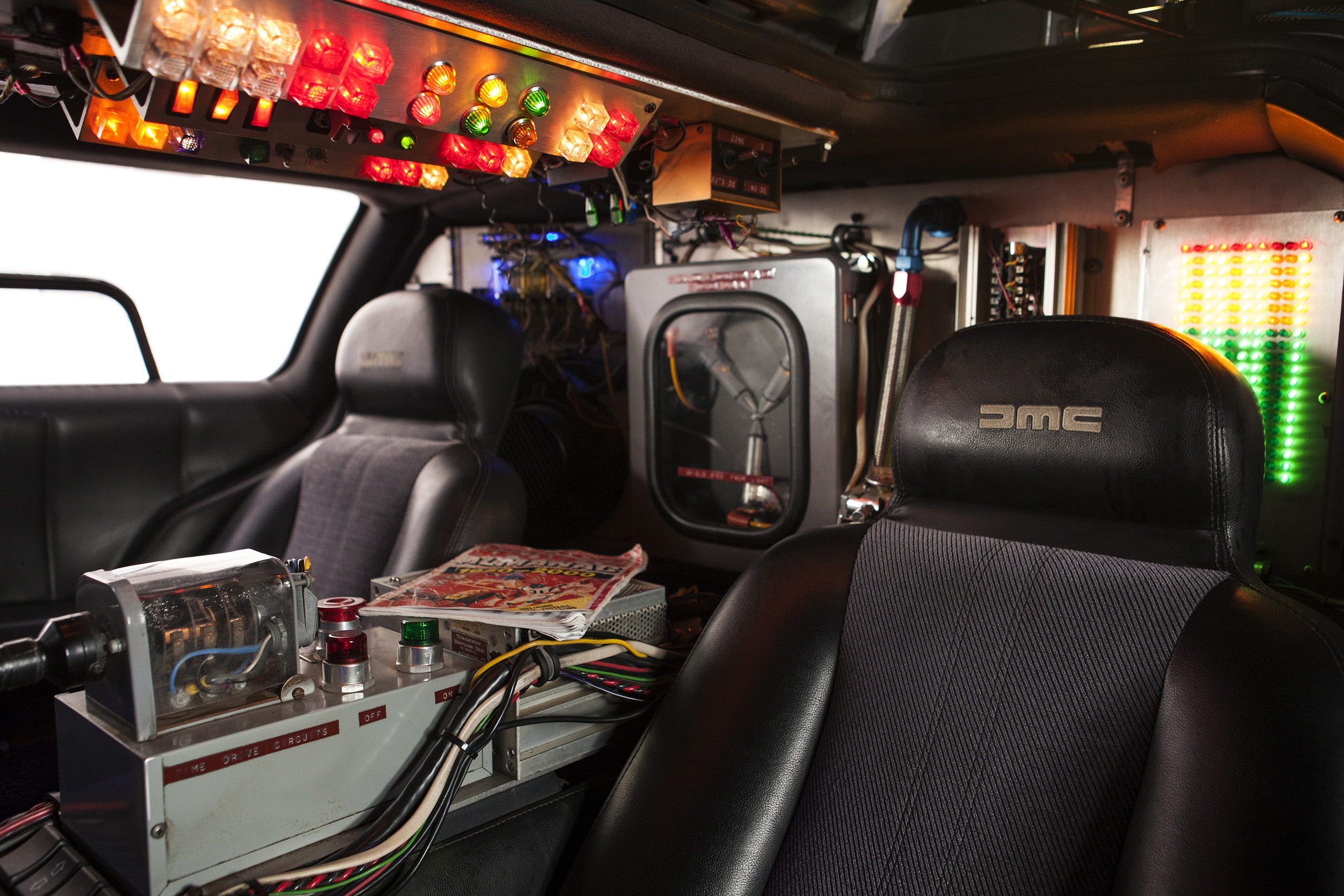
運転席側にあるスイッチ類

その他、通常のデロリアンからの改造点として、以下のようなものがある。
遠隔操作機能
デロリアンの運転テストにはドクの愛犬アインシュタインが搭乗したため、外部から遠隔操作するための無線操縦装置が取り付けられていた。操作には日本の双葉電子工業製送信機が使用された。
また、アトラクション「バック・トゥ・ザ・フューチャー・ザ・ライド」に登場した8人乗りデロリアンにも同様の装置が取り付けられており、こちらでは時代を超えた遠隔操作も可能だった。
スピードメーター
オリジナルのデロリアンのスピードメーターは85マイル毎時（約137 km/h）までしか表示できないが、本車では時速95マイル毎時（約153 km/h）まで表示可能なメーターに交換、さらにダッシュボード上部にデジタル表示のメーターが増設されている。
ラインロック
前輪をロックするための改造。これをONにした状態でアクセルを踏み込むことで後輪のみを回転（バーンアウト）させ、タイヤのコンパウンド（ゴム）を溶かし路面との粘着力を上げる機能。劇中では十分に回転している状態でOFFにして加速している（本機能は一般的に実際のドラッグレースで使われる。ただし、劇中のように回転させたままでは伝達効率が悪いので、スタート時は一旦回転を停止させる）。
スイッチ類
デロリアンのルーフの内側にあるもので、赤色や黄色に発光している。
しかしながら、実際にスイッチを押している事が確認できるのはPART1のラストと、PART2の冒頭、改変された1985年から1955年に向かう時、PART1の予告編のみである。クロースアップで映るのは予告編のみで、用途を示すラベルは一切貼られていないため、用途は不明。
4次元タイムトラッキングスキャナー
アトラクション「バック・トゥ・ザ・フューチャー・ザ・ライド」に登場した8人乗りデロリアンで新たに取り付けられた装置であり、相手のいる時刻と場所を割り出すことが可能。

## 改造歴
デロリアンは、主にその時代で利用可能な技術でタイムトラベルを行うために何度か改造されている。

### 完成時（当初）

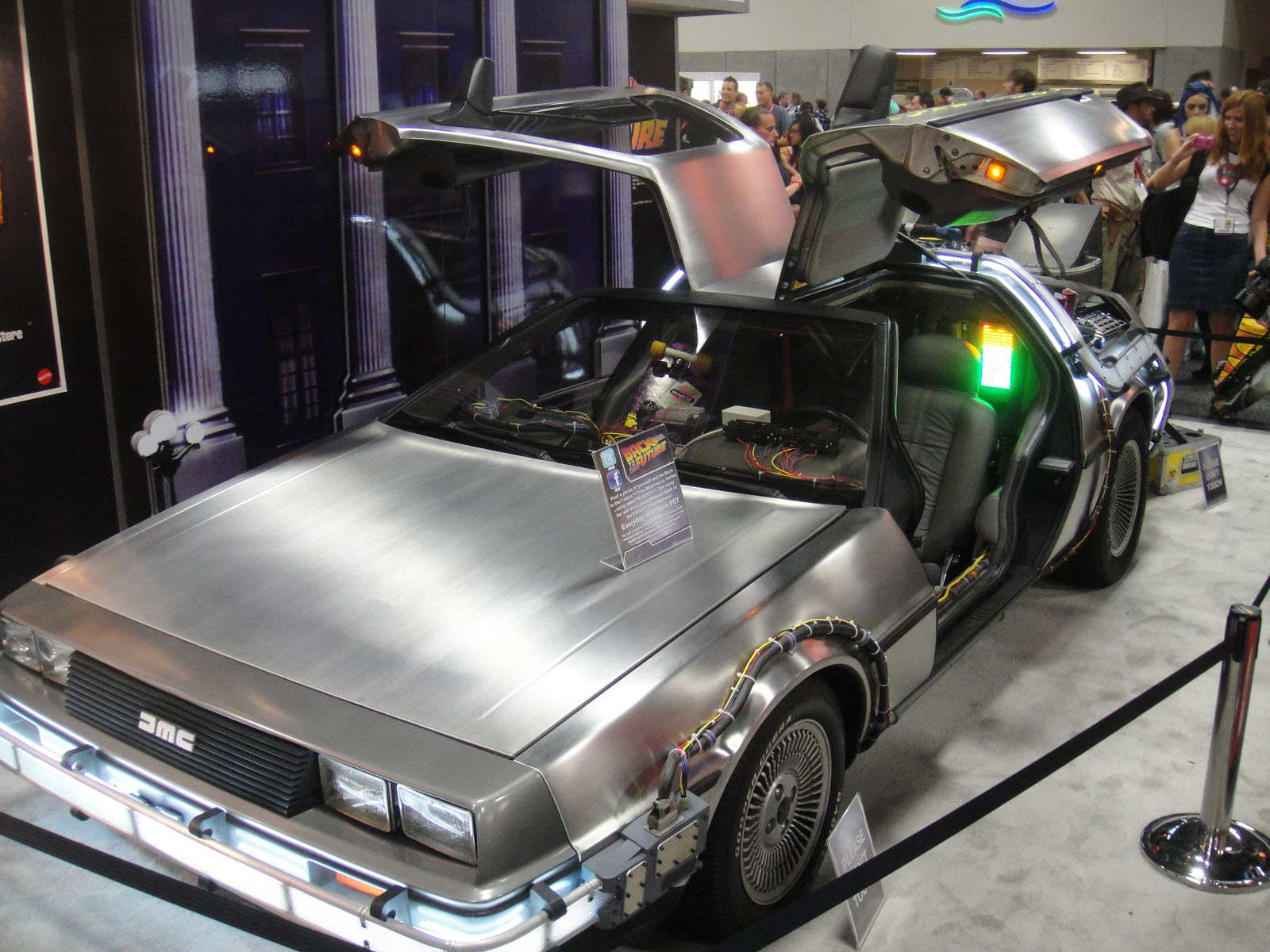
完成初期型

1985年の技術で作られた、当初のデロリアン。この時代の技術で次元転移装置の起動に必要な1.21ジゴワットの電力を得る為には核燃料(プルトニウム)が不可欠であり、ドクはリビアの過激派と偽の爆弾と取引する事でプルトニウムを騙し取るという暴挙に出ていた。
中古のデロリアンに次元転移装置とタイムサーキットを取り付けただけの初期型であるが故、エンジンがかかりにくい車体の不具合に度々見舞われたり、タイムトラベル後に車体全体が極低温の氷で覆われて素手では触れなかったりと、取り扱いにはやや面倒な点が多い。

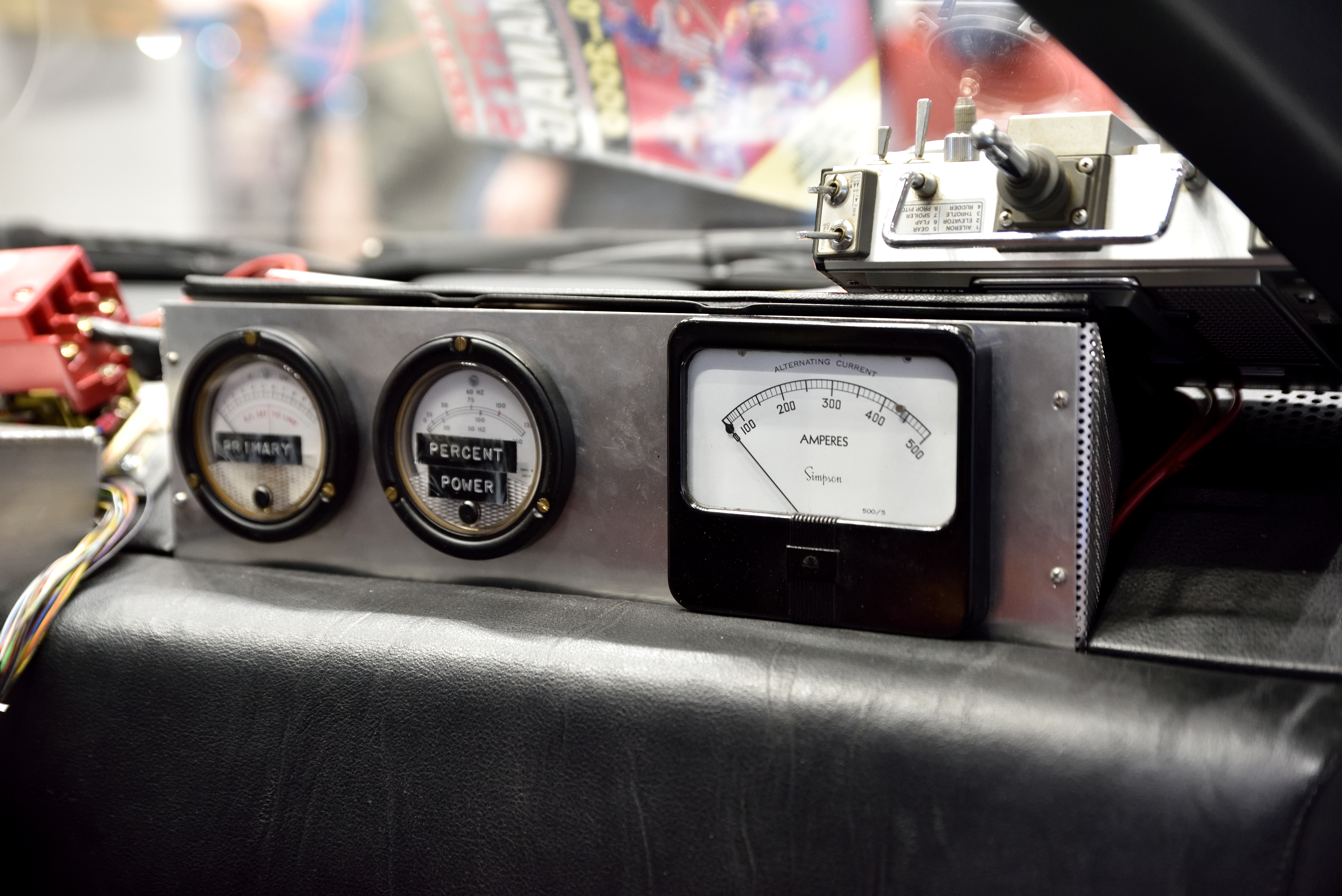
助手席側のダッシュボード上に乗った計器類
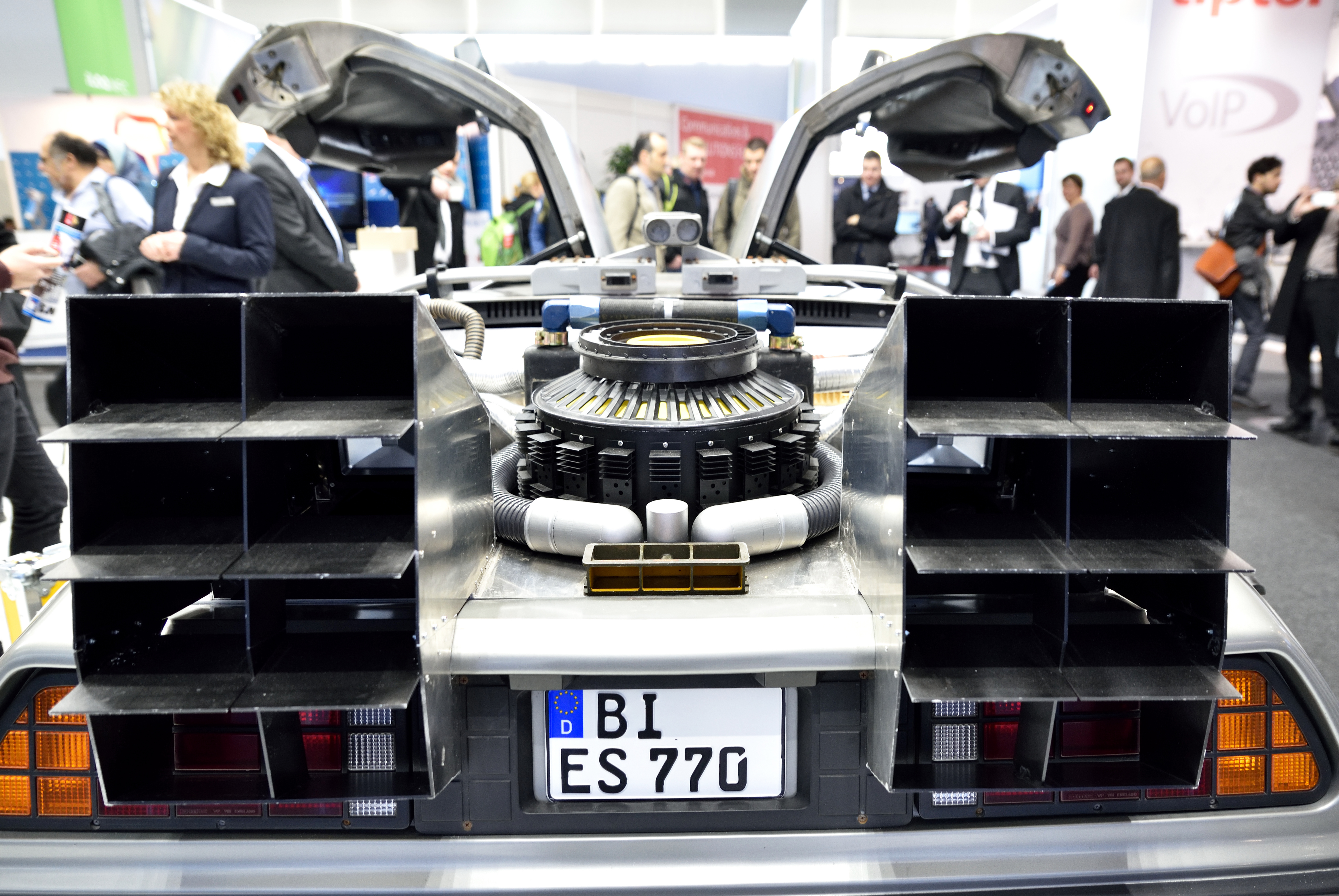
後部の原子炉

### 1955年での改造後
次元転移装置起動用のプルトニウムが切れ、代用として雷の電力でタイムトラベルを行えるように改造されたデロリアン。
後部にフック付きのポールが設置された。また改造ではないが、ダッシュボードの上に目覚まし時計が置かれている。

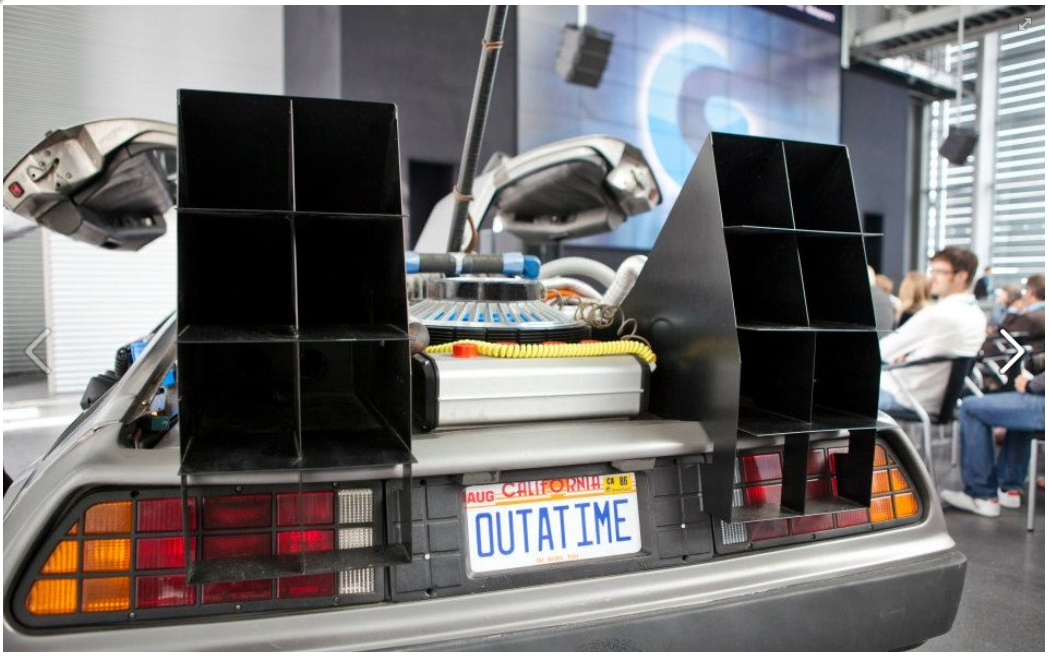
背面上の中央にみえるポールの一部
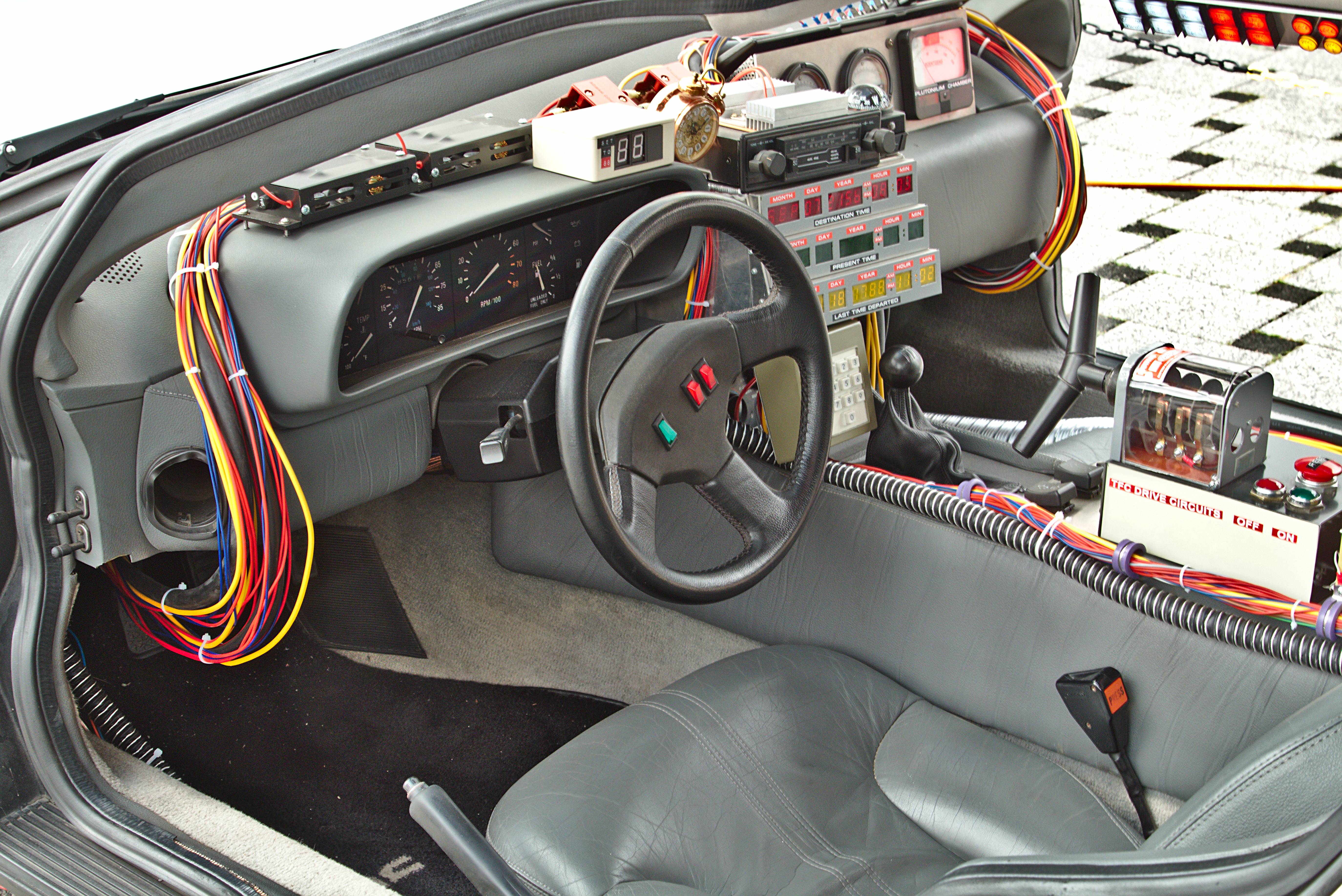
ダッシュボード上のBULOVA社ツインベル目覚まし時計

### 完成時
改造ではないが、歴史が変化したことにより上述とは違う形で完成したデロリアン。
マーティがタイムトラベルしたことにより、ドクは1985年に自分が殺害されることを1955年の時点で知ることになる。これを回避するため、ダッシュボード下にエンジン始動用の隠しスイッチが取り付けられている（小説版での設定）。

### 2015年での改造後

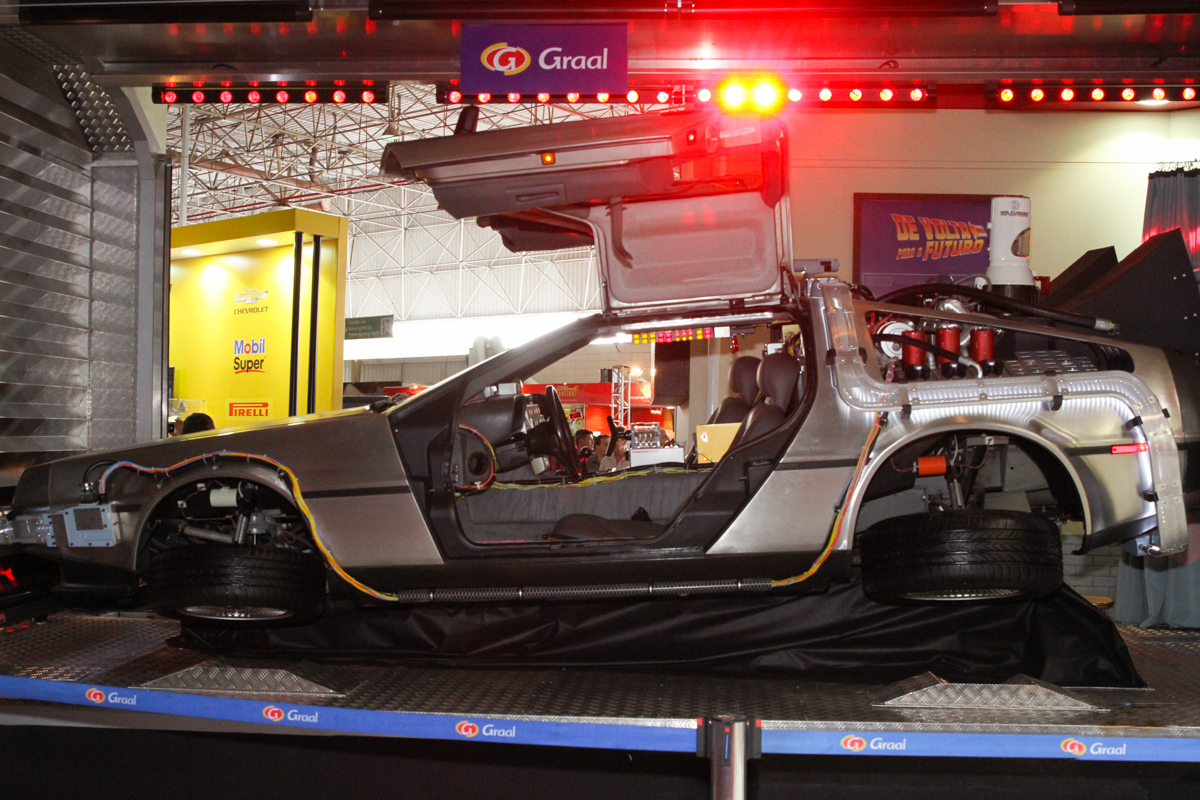
ホバー・コンバージョン（イメージ画像）

ミスター・フュージョン、ホバー・コンバージョンが取り付けられた、最も高性能なデロリアン。
ドクの発言によれば、デロリアンをタイムマシンにするために施した改造のいくつかは、2015年の法律に違反している（小説版での設定）。

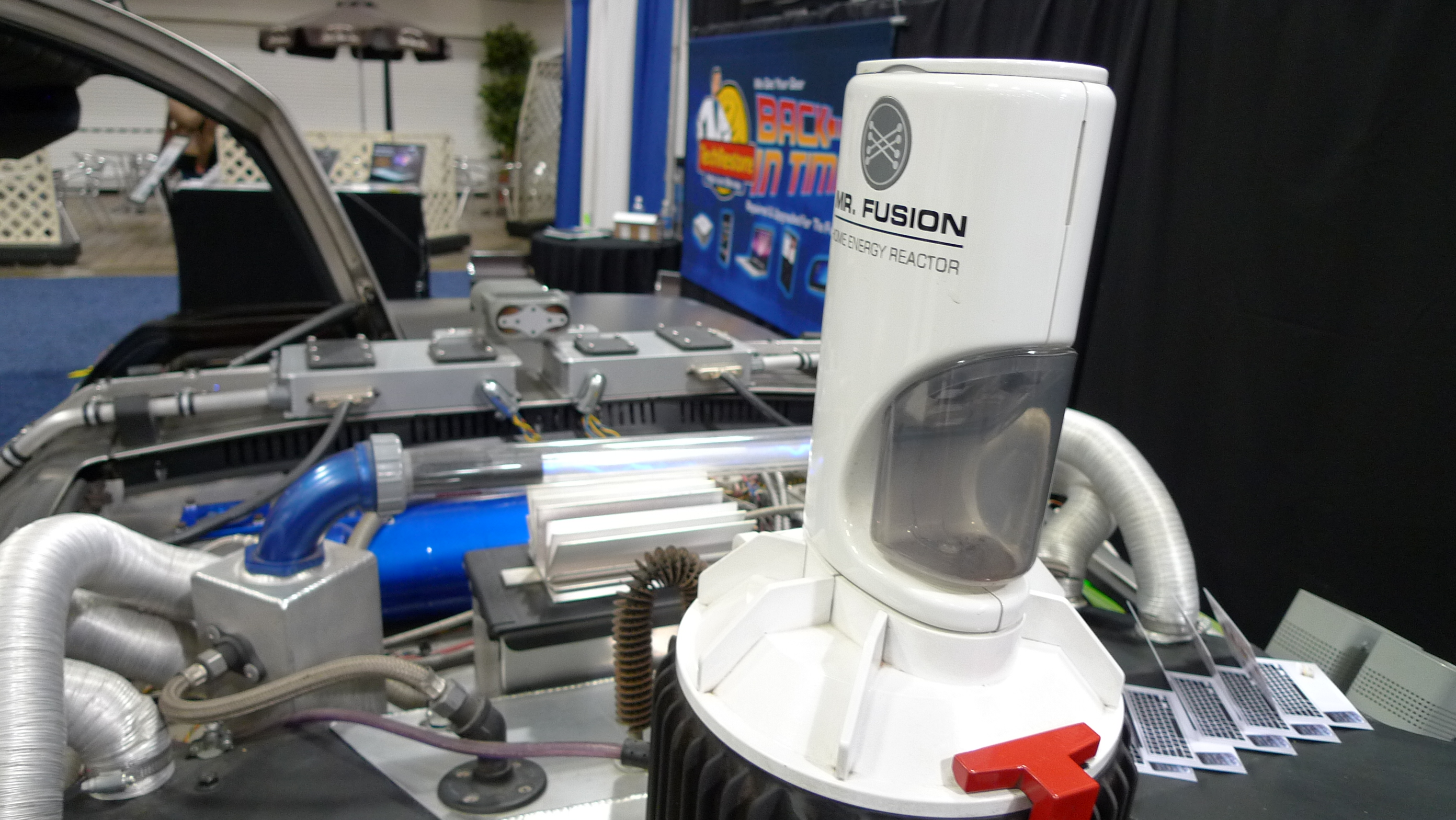
超小型核融合炉ミスター・フュージョン

### 1955年での改造後

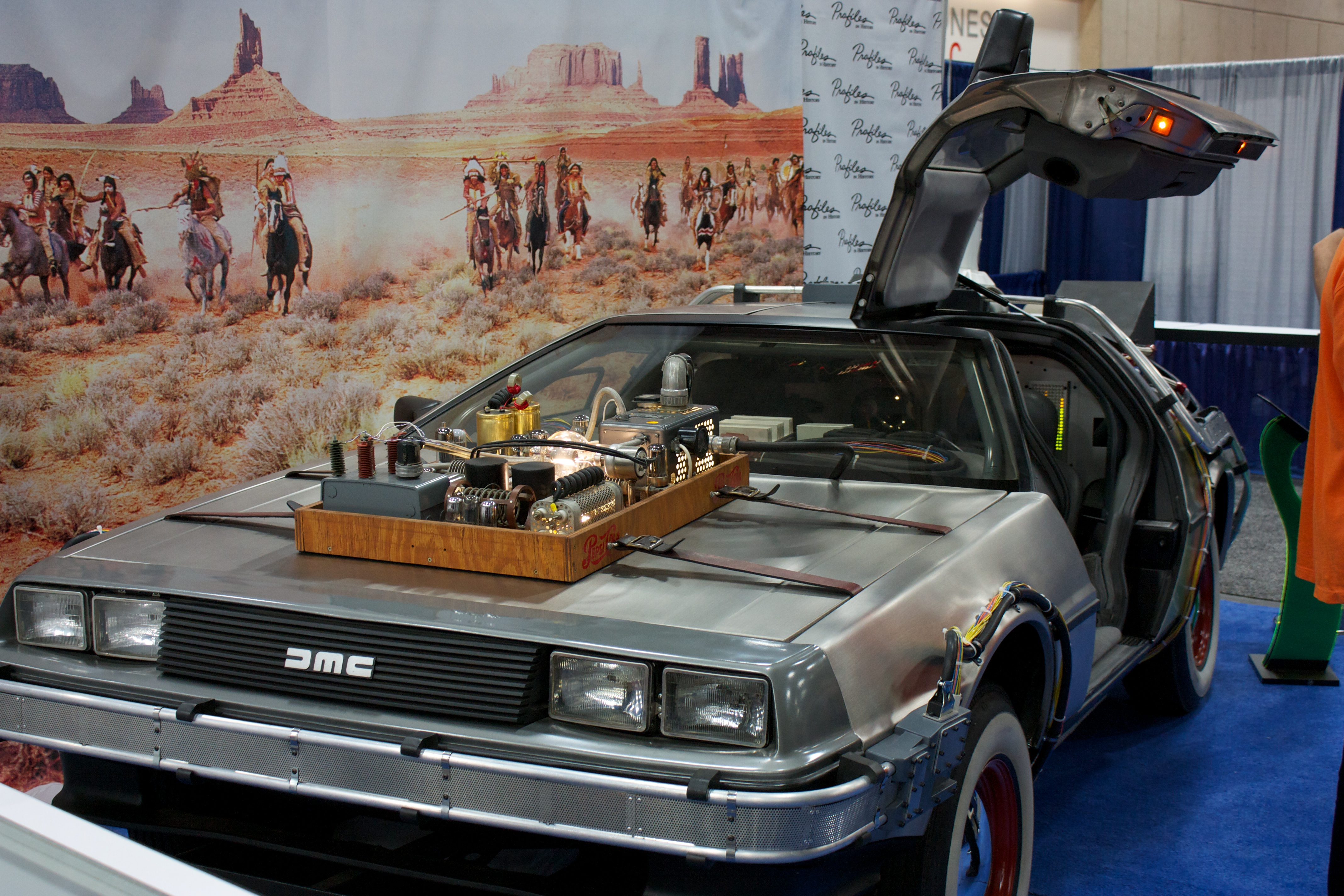
1955年 補修改造車

1955年で入手可能な技術でタイムサーキットを修理したデロリアン。
1955年にドクを乗せて飛行中のデロリアンが落雷を受け、タイムサーキットの誤作動により1885年にタイムトラベルする。落雷による過電流でタイムサーキットとホバー・コンバージョンが故障した。ドクは修理を試みるも、必要な部品が1947年まで発明されないことが判明したため断念し、デロリアンをデルガード鉱山の廃坑に封印する。同時に1955年当時に入手可能な真空管などを使った修理方法を手紙に記し、取り残してきたマーティ宛てに届くよう手配する。
1955年に手紙を受け取ったマーティは、封印されていたデロリアンを発見、受け取った手紙と1955年のドクの協力によりデロリアンを修理する。落雷でショートしたタイムサーキット制御用の日本製マイクロチップに代わる新しい装置は、デロリアンのボンネット上に取り付けられた（装置自体は木の板の上に載っている）。なお、ホバー・コンバージョンは1955年では修理不可能だったようで、デロリアンは空を飛ぶ事が出来なくなり、再び路上走行で時速88マイルまで速度を上げる必要があった。この部品換装により、閃光や火花の発生が時速88マイルよりも前に作動するようになり、閃光のビジュアルも変わっている。
上記の他、70年間の経年劣化によりボロボロになったタイヤ（グッドイヤー製）が、ホイールと合わせて1950年代のホワイトリボンタイヤに交換されている。さらに、西部開拓時代の未舗装路を走行するために車高が上げられている。なお、デロリアンのボディはステンレス製のため、錆びることはなかった。

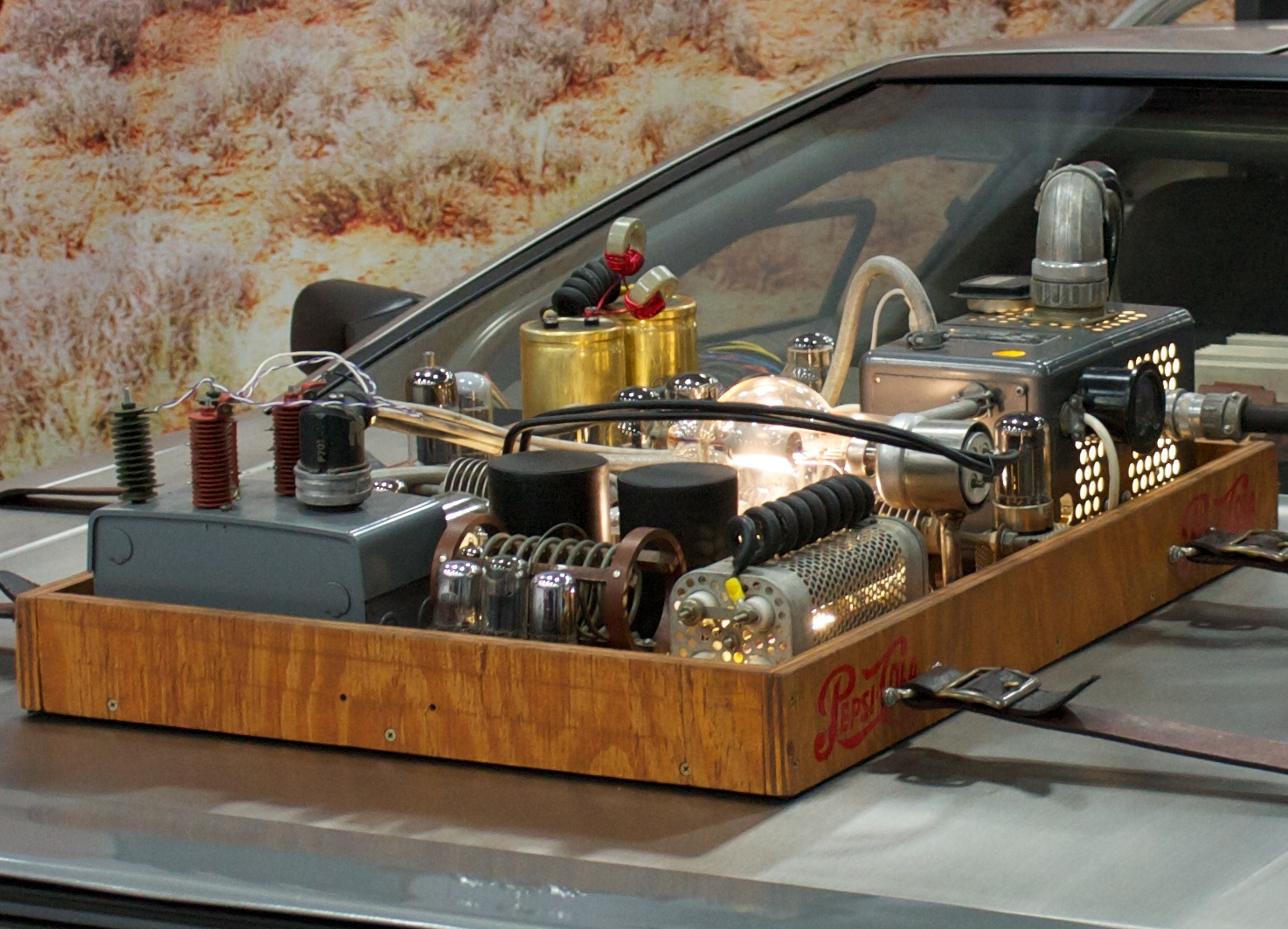
補修装置

### 1885年での改造後
線路を走らせるための車輪が取り付けられたデロリアン。
1885年到着直後、マーティを乗せたデロリアンは先住民（インディアン）の群れに襲撃され、逃走中に矢を受けて燃料タンクに穴が空き燃料漏れが発生。逃げ込んだ洞窟の中でマーティはガソリン漏れに気付くが、その場には熊もいたため、丸腰のマーティはすぐさま逃げ出さざるを得ずガソリンを失う。
1885年ではガソリンが入手不可能だったためデロリアンは自走不能となり、ドクはデロリアンを加速させるために馬に引かせる等の様々な方法を試し考えた結果、車輪を線路用に交換し蒸気機関車で押す方法に辿り着く。この時取り外されたゴムタイヤ（1955年仕様）は、蒸気機関車とデロリアンの間の緩衝材として使用された。また、車内から後述の強化燃料に点火するタイミングが分かるようにするため、ダッシュボードに蒸気機関車のボイラー内の温度を示すメーター（0 ℃から2,500 ℃まで表示）が増設されている。
当時の技術でも蒸気機関車に必要な速度を出させるのは困難を要したが、本職の機関士から情報を得るなどしてドクは「貨車や客車を全て切り離し、できるだけまっすぐな線路を走り、加速剤として薪の他に、ドクが経営していた鍛冶屋で使っていた強化燃料3本を火室の中に入れて燃やす」という案を生み出す。
同時に途中の線路脇にある風車小屋を通過するまでにブレーキをかければ、当時まだ架橋されていなかった線路の末端で停止できるという事を保険にし、列車強盗によって蒸気機関車をハイジャックする荒業をした末、デロリアンは1985年に戻ることに成功する。しかし、100年後には架橋されて使用されていた線路に到着したため、直後にやってきた列車と正面衝突し、完全に破壊された。ただし1885年のドクの手紙には1985年に戻ったらデロリアンを破壊する指令が出されていたので、結果的にドクの指令通りとなった。

### 蒸気機関車型タイムマシン

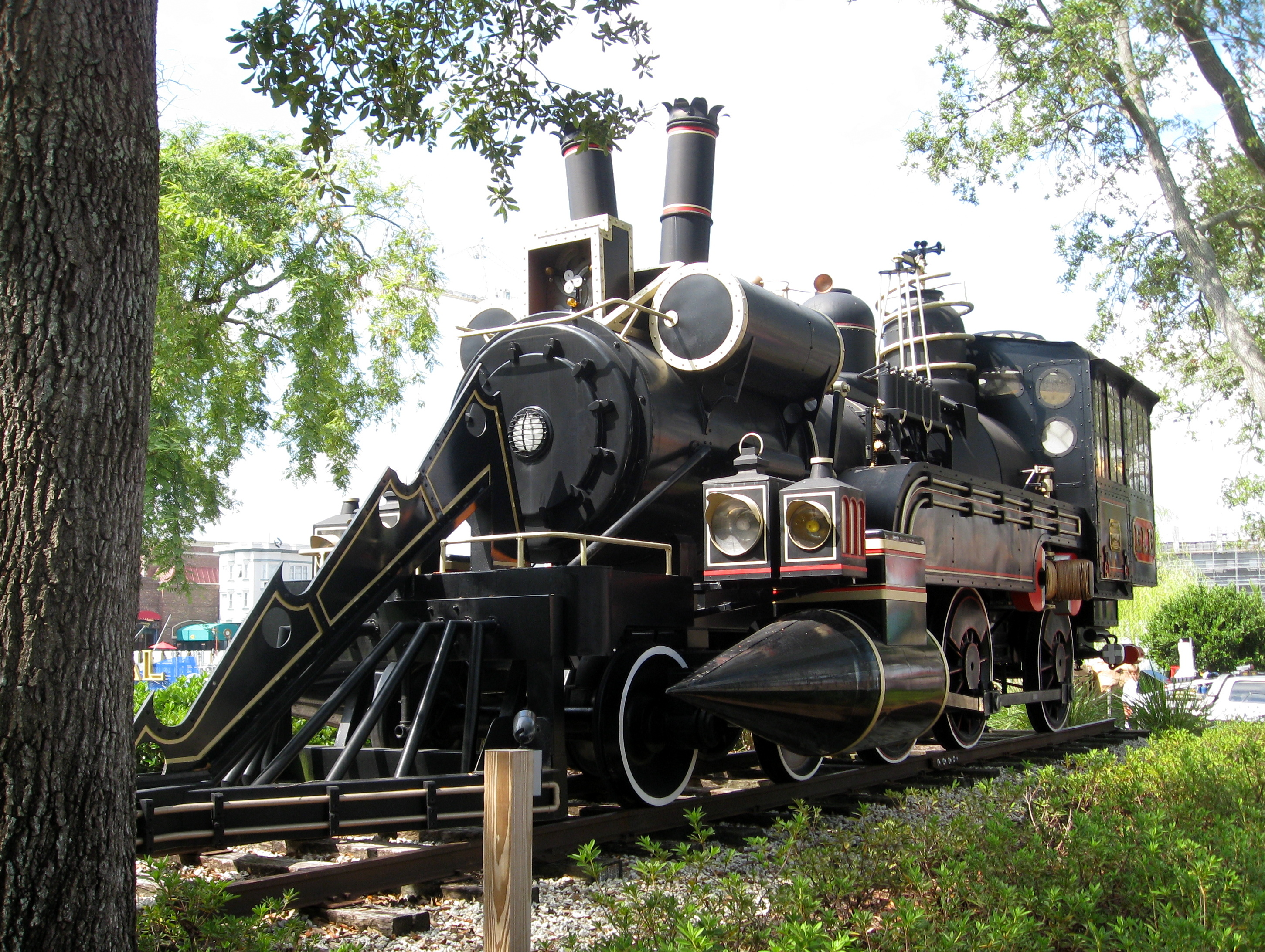
ユニバーサルスタジオ展示の蒸気機関車型タイムマシン

デロリアンが破壊された直後、ドクが発明した蒸気機関車型タイムマシンがマーティの前に現れる。
タイムマシン機能のほか、レールを自走するだけでなく、2015年仕様デロリアンと同じく飛行も可能である。映画公開当時の一部書籍では、「ジュール・ヴェルヌ・トレイン」と表記されていた。

## 操作方法

### タイムトラベル
最初にタイムサーキットの電源を入れ、行き先時刻を設定する。タイムサーキットの表示は3段になっており、上から「行き先時刻」（赤色表示）、「現在の時刻」（緑色表示）、「前回タイムトラベルしたときの出発時刻」（黄色表示）が表示される。行き先時刻は、月、日、年、時刻の順にテンキーから入力し、テンキー左脇の決定ボタンで決定する。その後、88 mph（約141.6 km/h）まで加速すると次元転移装置が作動し、デロリアンは時空を飛び越える。
タイムサーキットのメインスイッチはシフトレバーの近くに配置されているため、シフトチェンジの際に誤って触れてしまうことがある。そのため、88 mphに達した時点で意図せずタイムトラベルしてしまうことがあり、マーティとドクも劇中でこのミスを犯している。

### 運転
陸上走行時の操作方法については、通常のマニュアルトランスミッション車と同様と思われる。空中飛行時の操作方法については不明だが、少なくともステアリングとシフトレバーは操作している描写がある。

## エピソード
映画制作当初、タイムマシンは冷蔵庫を改造したものになる予定だったが、映画を観た子供が真似をして中に閉じ込められてしまうことを懸念し取り止められ、次の案として悪路も走行可能な戦車のようなタイムマシンも検討されたが、デロリアンの無垢ステンレス・ボディとガルウイングドアを宇宙船と間違えるというジョークにぴったりであることから、乗用車型タイムマシンとなった。
車両を製造したデロリアン・モーター・カンパニーは立ち上げ数年で倒産し、唯一の販売モデルであるデロリアンも見た目のわりに品質が低く、車両性能は平凡といったマイナスイメージはアメリカ一般庶民も知る話で、そもそも映画で採用されるまで知名度は決して高くはなかった。これに加えて、対比としてマーティがトヨタ・ハイラックスを欲しがる場面を挿入することで、80年代アメリカの自動車産業の地位低下を揶揄している。
映画の公開前特番で、主人公マーティに扮したマイケル・J・フォックスは、デロリアンと映画『タイム・マシン』に登場したタイムマシンを並べ「今時のタイムマシン」と紹介した。
当初、撮影用に用意されたデロリアンは3台、映画3部作を通して最終的には計7台が使用された。それらは撮影目的ごとに、外装または内装のみ、あるいはカメラを入れる為に天井を切り取るなどの改造が施された。撮影終了後、1台はスティーヴン・スピルバーグが、別の1台はイギリスのバンド「バステッド」のメンバーのジェイムス・ボーンが所有している。
PART3終盤で列車と衝突してバラバラになるシーンでは、3作を通して使用されたスタントシーン用のB車を、分解しやすいように車体のボルトをすべて外したり内部に切れ込みを入れ、衝突時に派手に砕け散るよう内部に爆薬を仕込んで撮影された。衝突時に列車が脱線しないよう、エンジン等の重機材は入れずに製作された。
日本での人気も高く、アオシマからプラモデル、大陽工業のラジカンにも採用された。ミニカーではバンダイが販売代理権を獲得していた頃にホットウィールの「キャラウィール」シリーズ、タカラトミーからUSJ特注品としてPART1仕様・「ドリームトミカ」の一つとしてPART3仕様のトミカが発売されている。

## 他作品での登場

### 『ゲームウォーズ』 /『レディ・プレイヤー1』のデロリアン
ウェイドがスペースゲームで獲得したアイテム。『バック・トゥ・ザ・フューチャー』のタイムマシンそのもので、車体そのものはパート1をベースにしているが、『ナイトライダー』に登場するドリーム・カー「ナイト2000」の人工知能K.I.T.Tの搭載により（作中のように喋ったりはしない）、フロント部のDMCのエンブレム部がナイト2000のスキャナーに改良されていたり、PART2のホバーコンバージョンの機能も付いている。またホバーモードの切り替え方法は原作元の映画シリーズには描かれてなかったが、ハンドル部にホバーコンバージョンの切り替えボタンが装備されている描写がある。ナンバープレートはウェイドによって「パーシバル」に改名されている。
なお原作小説ではパーティの移動の際に登場するのみだが、映画版では活躍の場が大幅に広がっており、冒頭のレースゲームからクライマックスのロボットバトルにも使用される。原作ではウェイドが愛着のあるアイテムとして東映版『スパイダーマン』に登場する巨大ロボット「レオパルドン」がクライマックスで活躍するが、映画版ではレオパルドンに替わりデロリアンが愛着のあるアイテムの役割を担っている。
なお、本作の監督はバック・トゥ・ザ・フューチャーシリーズで製作総指揮だったスティーヴン・スピルバーグが務めている。原作者のアーネスト・クラインも本作の映画化権を取得してデロリアンの実車を購入している。

### ゴールデンボンバーの楽曲『令和』
同曲においては「三十年前からすりゃこんな世界なんてデロリアンに乗ってみなきゃわからないだろ」という歌詞が登場しており、公式PVでもPART2仕様のデロリアン（30年前＝1989年はPART2の公開年）が登場している。

### BLACK TIGERとこちら葛飾区亀有公園前派出所のコラボ漫画
秋本治の漫画『こちら葛飾区亀有公園前派出所』201巻に収録された『BLACK TIGER』とのコラボ漫画においても登場しており、中川圭一が運転していた。同乗していた秋本・カトリーヌ・麗子と同じくワクワクを抑えきれない両津勘吉が思わず中川をせかしたためか、思わずタイムトリップしてしまう。このとき彼らは千葉県で開かれるウェスタンスタイルのサバイバルゲームの会場かと思い込んでしまっていた。

### 『逃走中 お台場リベンジャーズ』
2023年12月31日放送の同番組内の設定においては2023年にタイムリープしたドクが運転しており、動力源としてニトロが必要であることが言及されている。また、番組内ではハンター阻止ミッションや生放送にも用いられた。なお、作中においては兵庫県のファンが製作したレプリカが用いられた。